# Montmaneu
Montmaneu – gmina w Hiszpanii, w prowincji Barcelona, w Katalonii, o powierzchni 13,6 km². W 2015 gmina liczyła 156 mieszkańców.